# L'orso Ben
L'orso Ben (Gentle Ben) è una serie televisiva statunitense in 56 episodi trasmessi per la prima volta nel corso di 2 stagioni dal 1967 al 1969.
È basata su un libro di Malt Morey, che tuttavia era ambientato in Alaska anziché in Florida. Fu preceduto da un film per la televisione pilota nel 1967, Il gigante buono (Gentle Giant). Sulla serie sono inoltre basati due film per la televisione: Tenero Ben (Gentle Ben, 2002) e Gentle Ben 2: Danger on the Mountain (2003).

## Trama
È una serie d'avventura incentrata sulle vicende di Mark Wedloe, un bambino che ha come amico un orso nero americano che chiama Ben ; l'animale, catturato da un bracconiere da cucciolo e divenuto amico di Mark nel film pilota, è rimasto docile anche in età adulta. Mark vive coi genitori alle Everglades in Florida, dove suo padre lavora come guardia forestale.

## Personaggi e interpreti
- Mark Wedloe (56 episodi, 1967-1969), interpretato da Clint Howard.
- Tom Wedloe (56 episodi, 1967-1969), interpretato da Dennis Weaver.
È il padre di Mark e guardia forestale.
- Ellen Wedloe (55 episodi, 1967-1969), interpretata da Beth Brickell.
È la madre di Mark.
- Henry Boomhauer (13 episodi, 1967-1969), interpretato da Rance Howard.
- Hank Minegar (6 episodi, 1967-1968), interpretato da Robertson White.
- Wes Harper (4 episodi, 1967-1968), interpretato da Charles Martin.
- Red (3 episodi, 1967-1969), interpretato da Pat Henning.
- Hobo Jim (3 episodi, 1967-1969), interpretato da Albert Salmi.
- Willie (3 episodi, 1968-1969), interpretato da Angelo Rutherford.
- Frank (3 episodi, 1968), interpretato da Rick O'Fellman.
- Jerry (2 episodi, 1967-1969), interpretato da Ron Howard.
- Packy Benner (2 episodi, 1969), interpretato da Simon Oakland.

## Produzione
La serie fu prodotta da Ivan Tors Productions e girata nei Palm Beach Gardens in Florida, negli Ivan Tors Studios e nel Fairchild Tropical Garden a Miami. Le musiche furono composte da Harry Sukman. Sebbene vari orsi hanno interpretato Ben nella serie, il principale era un orso di nome Bruno, addestrato da Monty Cox .

### Registi
Tra i registi sono accreditati:
- Gerd Oswald in 16 episodi (1968-1969)
- Ricou Browning in 14 episodi (1967-1969)
- R.G. Springsteen in 10 episodi (1967-1968)
- Earl Bellamy in 4 episodi (1968-1969)
- John Florea in 3 episodi (1967)
- Lou Antonio in 3 episodi (1968-1969)
- George Cahan in 2 episodi (1968)
- Lawrence Dobkin in 2 episodi (1969)

### Sceneggiatori
Tra gli sceneggiatori sono accreditati:
- Roswell Rogers in 10 episodi (1967-1969)
- Earl Hamner Jr. in 8 episodi (1967-1969)
- Tam Spiva in 6 episodi (1967-1968)
- Gilbert Ralston in 5 episodi (1967-1968)
- Frank Telford in 5 episodi (1968-1969)
- Rance Howard in 5 episodi (1968)
- Bill Rega in 4 episodi (1968-1969)
- Robert Walden in 3 episodi (1967-1968)
- John Elliotte in 3 episodi (1968-1969)
- Andy White in 3 episodi (1968)
- Ann Marcus in 2 episodi (1968-1969)
- Maurice Tombragel in 2 episodi (1969)

## Distribuzione
La serie fu trasmessa negli Stati Uniti dal 10 settembre 1967 al 27 aprile 1969 sulla rete televisiva CBS. In Italia è stata trasmessa con il titolo L'orso Ben.
Alcune delle uscite internazionali sono state:
- negli Stati Uniti il 10 settembre 1967 (Gentle Ben)
- in Francia l'8 maggio 1969 (Mon ami Ben)
- in Germania Ovest il 21 agosto 1969 (Mein Freund Ben)
- in Finlandia (Ystävämme Ben)
- in Brasile (Ben, o Urso Amigo)
- in Austria (Mein Freund Ben)
- in Italia (L'orso Ben)

## Episodi
| Stagione         | Episodi | Prima TV USA |
| ---------------- | ------- | ------------ |
| Prima stagione   | 28      | 1967-1968    |
| Seconda stagione | 28      | 1968-1969    |